# 响水镇 (万州区)
响水镇是重庆市万州区所辖的一个镇，位于区西南部。东与凉风镇接壤，南同武陵镇为邻，西和忠县汝溪镇交，北与分水镇紧靠。响水镇是由原响水镇、响水乡在2004年合并而成，面积149.6平方公里，下辖64个行政村，人口总计75616人。 
镇政府驻地响水滩距万州主城区西南24.5公里，面积30.2平方公里，海拔520米。全镇地属丘陵，西北高、东南低，最高处响水镇錾子垭山峰，海拔802米；最低处岩口乡滥金沟，海拔300米，以红石骨子土和棕黄色粘土为主。年平均气温15℃，最高气温37℃（七月），最低温度-4摄氏度（一月）。年降水量1200毫米，无霜期280天左右。水库29座，山平塘1985口，河水堰5条其他水利设施35处，耕地面积4.95万亩。主产水稻、玉米、薯类、小麦、油菜籽等，特产蚕茧、油桐等。 